# Holbæk (Norddjurs)

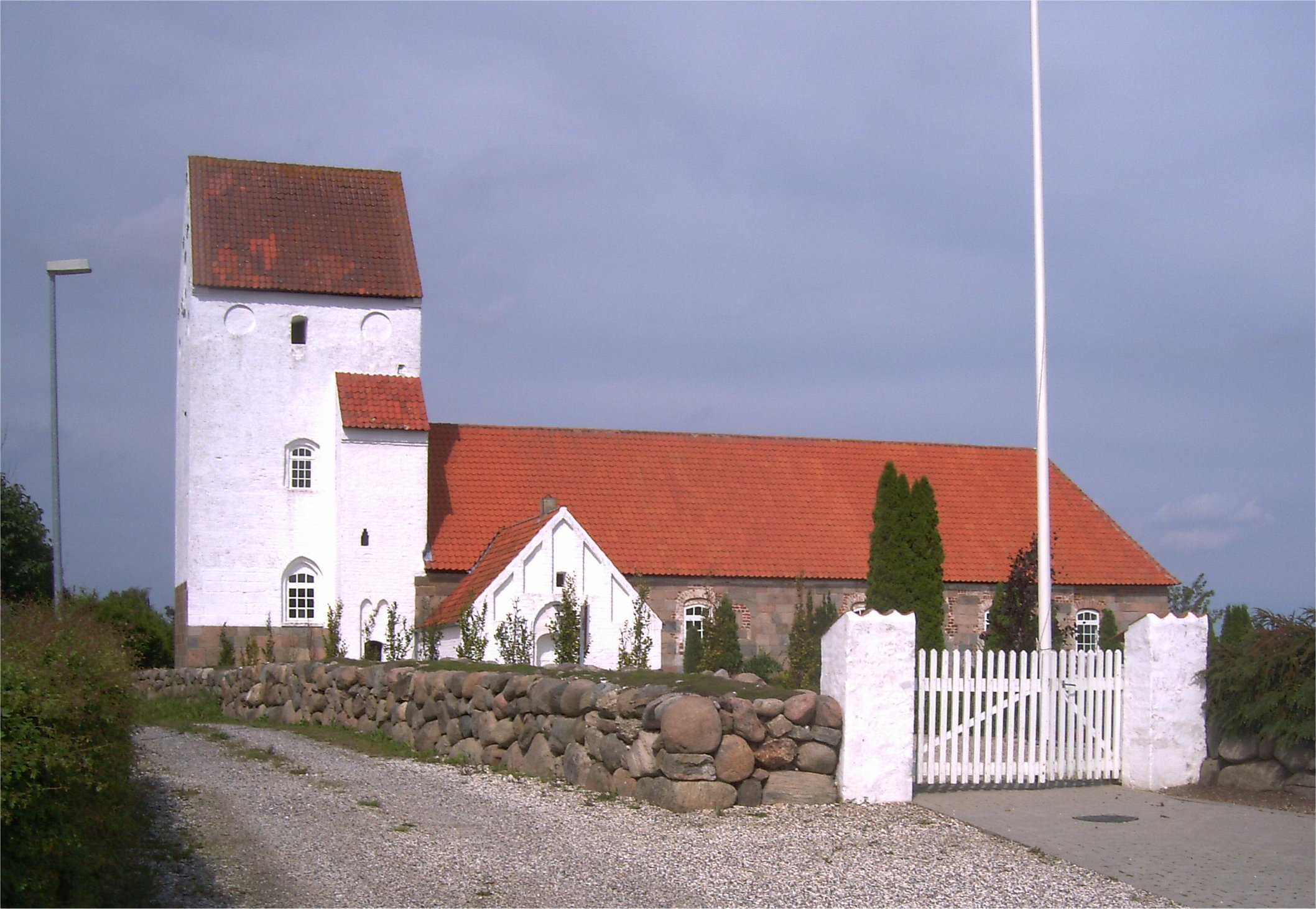
Holbæk Kirke

Holbæk is een plaats in de Deense regio Midden-Jutland, gemeente Norddjurs, en telt 267 inwoners (2007).